# Citron caviar
Microcitrus australasica, Citrus australasica
Espèce
Classification phylogénétique
Le Citron caviar ou Lime australienne (Finger lime en anglais, Citron digité) est une espèce d'agrume, fruit du citronnier d'Australie (Microcitrus australasica, ou Citrus australasica).
Le nom de « citron digité » (fingerlime) est parfois utilisé, mais il fait également référence au cédrat « main de bouddha » (Citrus medica var. sarcodactylis) et peut donc prêter à confusion.
Le fruit mûr a, selon sa variété, une écorce allant du vert au rouge, en passant par le jaune et le rose. Lorsqu'il est ouvert, il présente de nombreuses petites vésicules sphériques à l'origine de son appellation « caviar ».

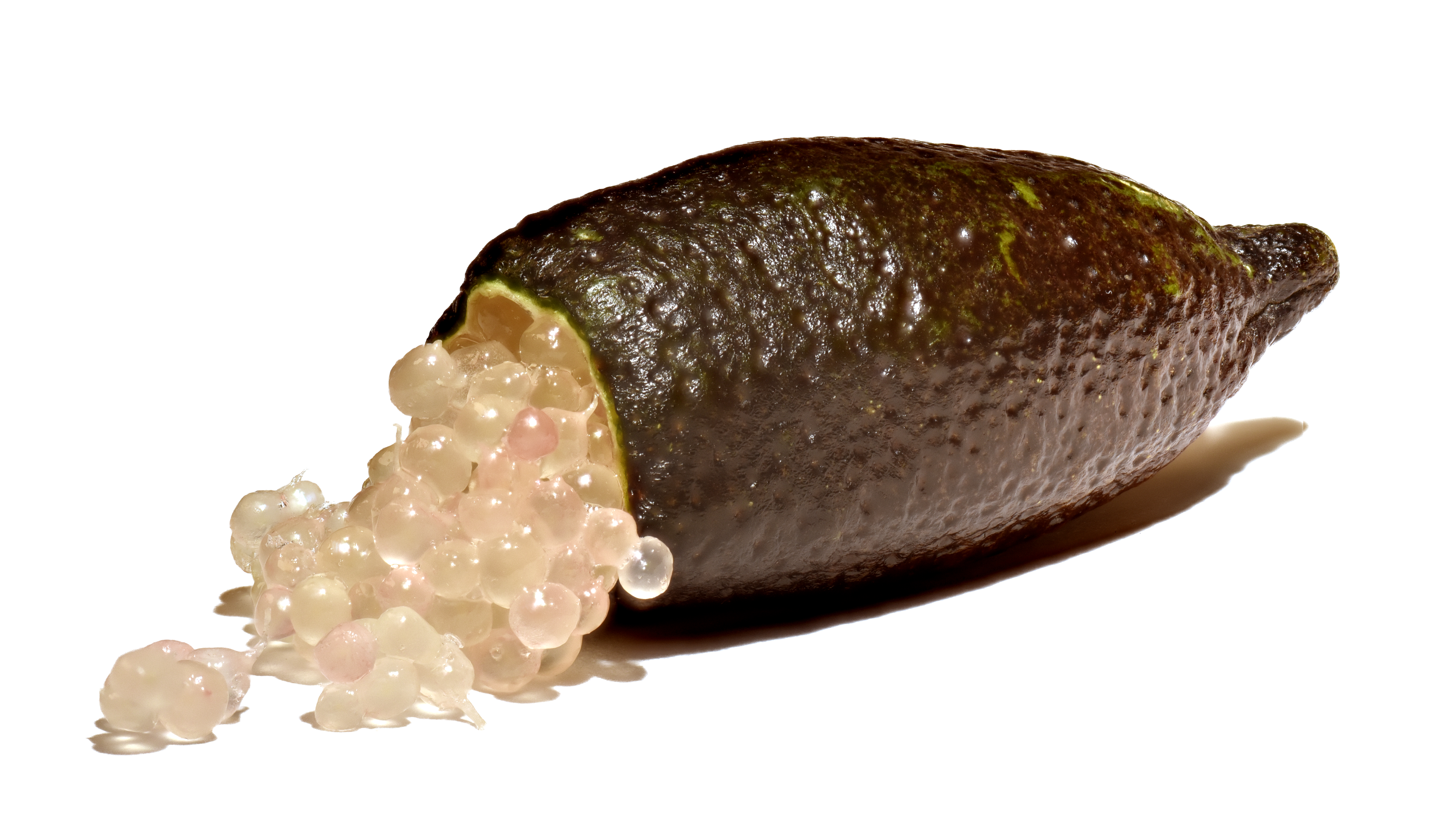
Fruit ouvert.

## Histoire
Le citron caviar est originaire des sous-bois humides de l'est de l'Australie. Le citron caviar était peut-être utilisé à l'origine par les aborigènes pour se désaltérer, puis il l'a été par les premiers colons australiens. D'abord commercialisé comme fruit local, on l'utilise comme garniture ou ajout à de nombreuses recettes, ou pour faire des confitures ou des pickles. 
Dans les années 1990, on a commencé à commercialiser des confitures en Australie, puis vers 2000, le fruit est apparu dans les restaurants comme "aliment du bush" (bushfood) et a commencé à être exporté. Cela a permis le début d'une production commerciale en Australie, puis en Californie. En 2014, il semble que l'Espagne et la France aient commencé à en produire pour répondre à la demande du marché. Il est depuis cultivé sur tout le bassin méditerranéen. 
Redécouvert il y a une vingtaine d'années en Australie. 
La demande grandissante de la part des chefs cuisiniers a réussi à exporter la filière en France, en Californie et en Israël. En 2021 il faut compter environ 100 euros en Europe pour un kilo de citron caviar. En Australie, il se vend à environ 55 dollars australiens (≈ 36 euros).

## Description

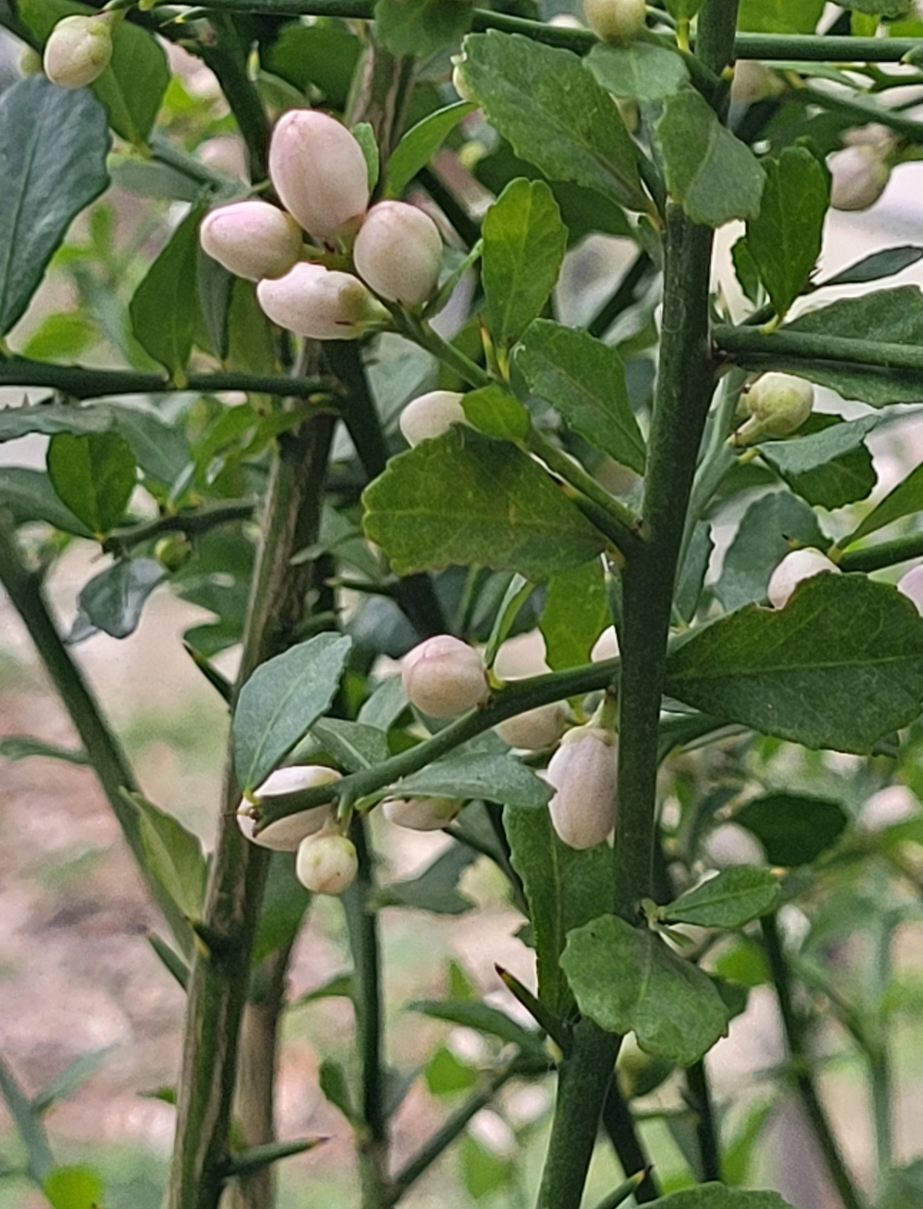
Rameaux de Microcitrus australasica portant des boutons floraux

Microcitrus australasica est un arbuste qui atteint de 2 à 7 m de hauteur. Il présente de nombreuses épines droites très piquantes de 25 mm de long. Les feuilles, glabres, obovales à elliptiques, souvent crénelées vers le sommet, petites, mesurent 1 à 6 cm de long pour 3 à 25 mm de large. Les fleurs ont des pétales blancs de 6 à 9 mm de long et sont portées par des pétioles de 1 à 3 mm de long.
Les fruits sont cylindriques de 4 à 8 cm de long souvent courbe, à écorce fine. La peau des fruits à maturité peut être de couleurs variées, vert, jaune, orange, rouge, pourpre, marron, noir. La pulpe verte à rouge contient de petites vésicules, ressemblant à des perles de caviar, d'où son nom, qui se détachent naturellement les unes des autres.

## Répartition et habitat
L'aire d'origine de cette espèce s'étend du Sud Est de l'Australie Queensland à NE au Nord Est Nouvelle-Galles du Sud. C'est un arbuste ou un arbre qui pousse principalement dans le biome subtropical.

## Variétés et hybrides

### Cultivars
- Microcitrus australasica var. sanguinea Rain forest pearl : peau de couleur variable verte à violette et pulpe verte à rose.
- Microcitrus autralasica Pink Ice : pulpe rose
- M. autralasica ‘Polpacialla’ : pulpe jaune[3].
- Limeburst, groupe de 5 cultivars à la pulpe blanche, verte, rose, rouge ou jaune.
- Faustrimedin 'Australian Sunrise' est une sélection (1990) de CSIRO Plant Industry[8] à partir d'un semis de faustrimedin[9].

### Hybrides
Une série d'hybrides trigénériques de citron caviar et d'agrumes cultivés a été obtenue au XXe siècle.
- Faustrime est un limequat ʽEustis’ x citron caviar (C australasica), le limequat Eustis est lui-même une lime (C. aurantiifolia) croisée avec un kumquat (C. japonica), parfois nommé citron caviar vert (traduction de l'italien)[10], il est souvent commercialisé comme similaire au véritable C australasica[11].

- Faustrimon et un citron (C. limon) x citron caviar (C australasica),

- Faustrimedin est un calamondin (C. mitis) x citron caviar (C australasica), le calamondin est lui-même un Citrofortunella microcarpa (syn. Citrus aurantifolia x Fortunella margarita)[12]. Il a été obtenu en 1911 par Daniel Oliver d'où l'ancien nom d'espèce Citrus × oliveri Mabb.[13]

Ces plantes vigoureuses sont utilisées dans l'obtention d'hybrides plus complexes ou de porte-greffe. Elles se multiplient facilement par bouturage. Les fruits ressemblent au citron caviar, presque sans pépins et acides, il existe des versions rondes. Il est maintenant utilisé dans des programmes d'hybridation en vue de transférer à des variétés commerciales de Citrus des gènes de résistance à certaines maladies.

## Maladies
Le citron caviar est à peu près sensible aux mêmes maladies et parasites que tous les autres citronniers.
- La moniliose : les citrons pourrissent sur le citron caviar
- La cochenille : un amas blanchâtre envahit le feuillage
- Les pucerons : Les feuilles s’enroulent et finissent par tomber

## Utilisation
Le fruit de Microcitrus australasica est apprécié par les chefs cuisiniers tant pour le goût acidulé qu'il produit que pour son aspect original. Il est également utilisé dans certains grands bars pour des cocktails. Ses billes nacrées sont déposées afin de décorer la surface de certains cocktails.

## Systématique
Le nom correct complet (avec auteur) de ce taxon est Microcitrus australasica (F.Muell.) Swingle.
L'espèce a été initialement classée dans le genre Citrus sous le basionyme Citrus australasica F.Muell..
Microcitrus australasica a pour synonymes :
- Citrus australasica var. sanguinea F.M.Bailey
- Citrus australasica F.Muell.
- Citrus cataphracta W.Hill
- Microcitrus australasica var. sanguinea (F.M.Bailey) Swingle